# De Ruyter (Schiff, 1936)
Der Leichte Kreuzer De Ruyter war ein Kriegsschiff der Niederländischen Marine vor und während des Zweiten Weltkriegs. 1936 in Dienst gestellt, operierte sie als Flaggschiff der ABDA-Flotte, bis zu ihrer Versenkung während der Schlacht in der Javasee Ende Februar 1942, gegen die Kaiserlich Japanische Marine im Pazifik und im Indischen Ozean.

## Geschichte

### Bau und erste Einsatzjahre
Planungen für die De Ruyter begannen nach der Fertigstellung der Vorgänger der Java-Klasse. Das niederländische Oberkommando sah die Notwendigkeit für einen dritten Kreuzer, um im Falle eines Werftaufenthalts eines der anderen Kreuzer immer noch zwei einsatzbereite Schiffe zu haben. In Zeiten wirtschaftlicher Depression und verstärkter Pazifismusbewegungen lag die Hauptaufmerksamkeit auf möglichst geringen Kosten für den Kreuzerneubau, der aus diesem Grund im Vergleich zu anderen Kreuzern der Zeit vergleichsweise schwach bewaffnet und gepanzert war. Der Bauauftrag erging am 1. August 1932.
Die Kiellegung der De Ruyter fand am 16. September 1933 auf der Werft von Wilton-Fijenoord in Schiedam unter der Baunummer 652 statt. Der Kreuzer wurde am 11. März 1935 vom Stapel gelassen. Das Schiff war zum Zeitpunkt seiner Indienststellung am 3. Oktober 1936 durch Königin Wilhelmina die größte Einheit der niederländischen Marine und fuhr unter Kapitän A. C. van der Sande Lacoste auf seine Jungfernfahrt. Am 12. Januar 1937 verließ der Kreuzer die Niederlande in Richtung Niederländisch-Indien. In Tandjong Priok angekommen, wurde die De Ruyter das Flaggschiff der niederländischen Einheiten. Nach Ausbruch des Zweiten Weltkriegs war der Kreuzer zusammen mit anderen niederländischen Schiffen im Seegebiet um die niederländische Kolonie eingesetzt. Kapitän Henri Jan Bueninck übernahm am 4. Mai 1939 das Kommando über das Schiff, und am 18. August 1941 wechselte das Kommando an Kapitänleutnant Eugène Edouard Bernard Lacomblé. Bis zum Ausbruch des Krieges in Fernost eskortierte die De Ruyter niederländische Frachter und Passagierschiffe im Seegebiet.

### Zweiter Weltkrieg
Nach dem Angriff der Japaner auf die europäischen Kolonien in Südostasien Ende 1941 gehörte der Leichte Kreuzer zusammen mit britischen und australischen Einheiten zu einer Kampfgruppe der ABDA-Flotte. Während eines Zusammenstoßes mit 37 japanischen Sturzkampfbombern entwickelte sich am 4. Februar 1942 die Schlacht in der Straße von Makassar, bei der die De Ruyter leicht beschädigt wurde.
Am 19. Februar 1942 lieferte sich die ABDA-Flotte mit japanischen Einheiten die Seeschlacht in der Straße von Badung. Die De Ruyter war aber nur kurzzeitig zu Beginn der Kämpfe involviert und konnte unbeschädigt entkommen.
Nur acht Tage später, am 27. Februar kam es zur Schlacht in der Javasee. Kurz nach der Versenkung der Java durch mehrere Torpedotreffer wurde die De Ruyter am Abend von zwei japanischen Torpedos des japanischen Kreuzers Haguro an der Backbordseite getroffen, die die Munitionskammer zur Explosion brachten. Kurz darauf begann das schwer getroffene Schiff zu sinken, und der Kommandant gab den Befehl, das Schiff zu verlassen. Trotzdem fanden 344 Mann der Besatzung, unter ihnen auch der niederländische Admiral Karel Doorman, am 28. Februar 1942 den Tod.

### Wiederentdeckung
Das Wrack der De Ruyter wurde zusammen mit dem Wrack der Exeter am 1. Dezember 2002 in der Javasee bei der kleinen Vulkaninsel Bawean entdeckt. Die De Ruyter lag mit etwas Schlagseite nach Steuerbord in rund 90 m Tiefe. Das niederländische Verteidigungsministerium teilte im November 2016 mit, dass das Wrack des Schiffes wie auch die Wracks zwei weiterer niederländischer Kriegsschiffe, des Zerstörers Kortenaer und des Kreuzers Java, verschwunden seien. Dies hatten Taucher festgestellt, als sie vor dem 75. Jahrestag der Versenkung eine Gedenkplakette anbringen wollten. Demnach hätten wohl als Fischer getarnte Metalldiebe im großen Stil Metallteile entwendet und so das gesamte Schiff abgetragen.

## Technische Beschreibung

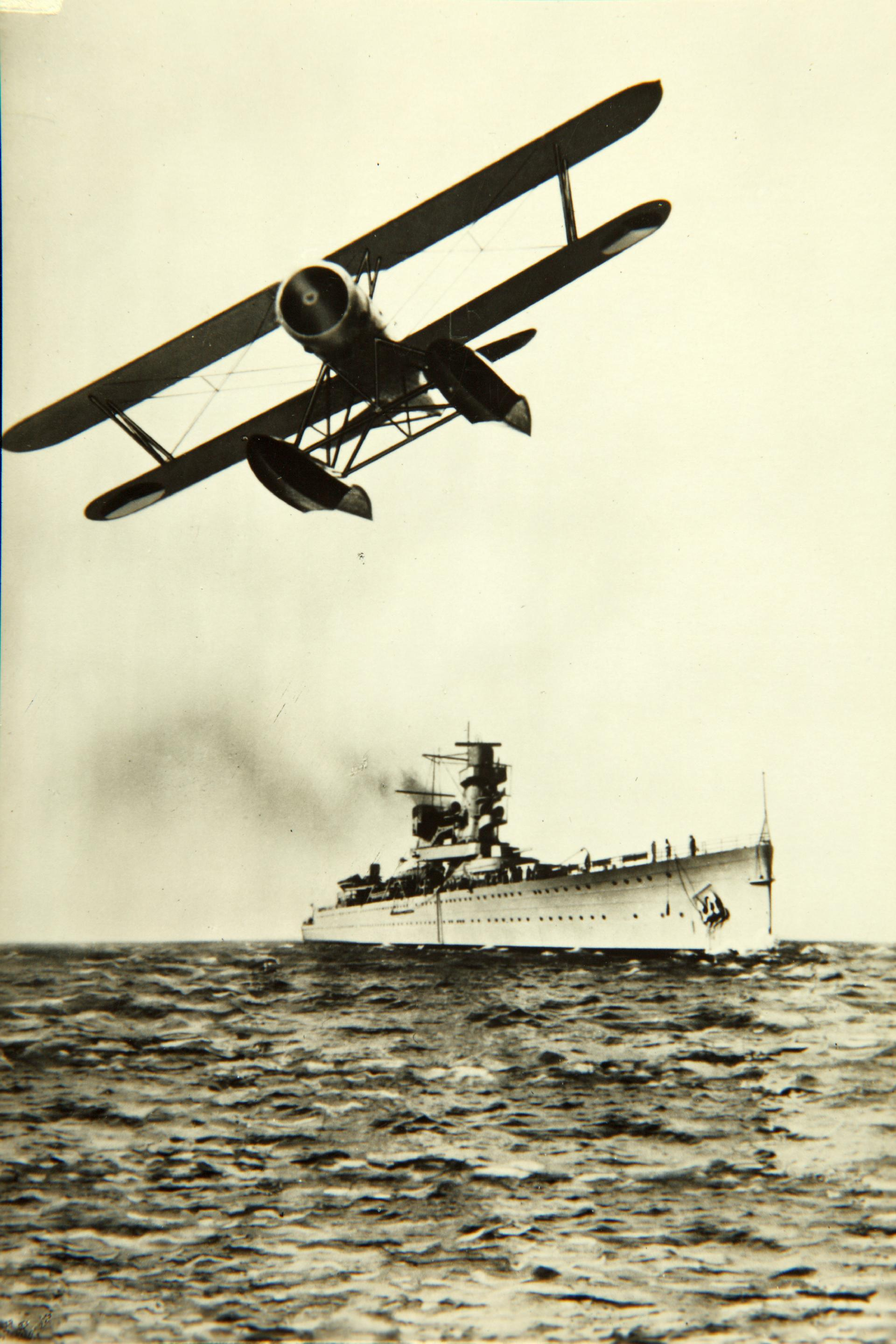
Eine Fokker C.XI im Vordergrund und die De Ruyter im Hintergrund.

### Rumpf
Der Rumpf der De Ruyter, unterteilt in wasserdichte Abteilungen, war über alles 170,92 Meter lang, 15,70 Meter breit und hatte bei einer Einsatzverdrängung von 7.822 Tonnen einen Tiefgang von 4,9 Metern.

### Antrieb
Der Antrieb erfolgte durch sechs ölbefeuerte Dampferzeuger – Kessel des Yarrow-Typs – und drei Turbinen, mit denen eine Gesamtleistung von 66.000 PS (48.543 kW) erreicht wurde. Diese gaben ihre Leistung an zwei Wellen mit je einer Schraube ab. Die Höchstgeschwindigkeit betrug 32 Knoten (59 km/h) und die maximale Fahrstrecke 6.800 Seemeilen bei 12 Knoten. wofür 1.300 Tonnen Schweröl gebunkert werden konnten.

### Bewaffnung

#### Artillerie
Die Artilleriebewaffnung bestand aus sieben 15-cm-Seezielgeschützen von Bofors. Dieses 1938 eingeführte Geschütz hatte eine Feuerrate von 5 bis 6 Schuss die Minute und konnte eine 46,7 Kilogramm schwere Granate bis zu 27,4 Kilometer weit schießen. Die Geschütze waren in drei Zwillingstürmen (Mark 9) und einem Einzelturm (Mark 10) untergebracht.

#### Flugabwehr
Die Flugabwehrbewaffnung bestand aus zehn 4-cm-Geschützen in Doppellafette von bofors und acht 12,7-mm-Vickers-Maschinengewehren.

### Bordflugzeug
Zum Zwecke der Aufklärung verfügte die De Ruyter über zwei Bordflugzeuge des Typs Fokker C.X. Diese Doppeldecker, mit 2 Mann Besatzung, wurden über ein Heinkel–K8-Flugzeugkatapult gestartet und landeten bei ihrer Rückkehr auf dem Wasser, worauf sie von einem Kran zurück auf das Schiff bzw. Katapult gehoben wurden.